# Renato Marangoni
Renato Marangoni (Crespano del Grappa, 25 maggio 1958) è un vescovo cattolico italiano, dal 10 febbraio 2016 vescovo di Belluno-Feltre.

## Biografia
Nasce a Crespano del Grappa, in provincia di Treviso e diocesi di Padova, il 25 maggio 1958.

### Formazione e ministero sacerdotale
Frequenta in gioventù l'Istituto Cavanis "Collegio Canova" di Possagno, gestito dai Padri Cavanis. Dopo gli studi di teologia compiuti nel Seminario vescovile di Padova, frequenta la Pontificia Università Gregoriana, conseguendo il dottorato in teologia.
Il 4 giugno 1983 è ordinato presbitero a Padova dall'arcivescovo Filippo Franceschi.
Nel 2001 viene nominato delegato vescovile per la Pastorale familiare e presidente della Commissione per la famiglia della diocesi di Padova.
Nel 2008 viene nominato vicario episcopale per l'Apostolato dei laici e canonico onorario della cattedrale di Padova e diviene membro dei maggiori organismi pastorali della diocesi.
Nel 2012 è segretario del II Convegno ecclesiale del Triveneto ad Aquileia.
Nell'autunno 2015 viene nominato vicario episcopale per la Pastorale.
Al momento della nomina a vescovo è anche direttore del Coordinamento diocesano di Pastorale, membro del Consiglio di amministrazione del Centro padovano della Comunicazione sociale, presidente del Consiglio di amministrazione del Movimento apostolico diocesano; assistente della Consulta delle aggregazioni laicali di Padova e del Triveneto.

### Ministero episcopale
Il 10 febbraio 2016 papa Francesco lo nomina vescovo di Belluno-Feltre; succede a Giuseppe Andrich, dimessosi per raggiunti limiti di età.
Riceve l'ordinazione episcopale il 10 aprile dal vescovo di Padova Claudio Cipolla, co-consacranti Francesco Moraglia, patriarca di Venezia, Antonio Mattiazzo, vescovo emerito di Padova, e Giuseppe Andrich, vescovo emerito di Belluno-Feltre; prende possesso canonico della diocesi nella cattedrale di Belluno il 24 aprile.
Nel giugno dello stesso anno comunica ai sacerdoti che dal nuovo anno accademico i seminaristi della diocesi non vivranno più il periodo formativo nel seminario di Belluno (che, dal 2009, aveva avviato una collaborazione con lo studio teologico interdiocesano di Treviso-Vittorio Veneto) ma in quello di Trento, con i seminaristi dell'arcidiocesi di Trento e della diocesi di Bolzano-Bressanone.
Nel dicembre 2017 dà un nuovo assetto agli uffici pastorali diocesani. Riorganizza poi la diocesi, suscitando polemiche nel feltrino e fra i ladini. Il 12 settembre 2018 chiarisce che l'attivazione di sei "convergenze foraniali", inizialmente presentate come "nuove foranie", rappresenta in realtà una sperimentazione e «ancora non significa "cancellazione" della precedente organizzazione foraniale, ma possibilità di provare un suo adeguamento alle nuove esigenze pastorali». Decaduti i quattro delegati vescovili zonali, gli undici vicari foranei e i due decani, il successivo 27 settembre nomina sei "pro-vicari foranei". Il 24 ottobre 2019 conferma le "nuove convergenze di decanati e foranie" e nomina sei vicari foranei. La scelta del vicario foraneo della convergenza foraniale comprendente il decanato di Cortina d'Ampezzo, la forania del Cadore e la forania del Comelico e il ripensamento dell'arcidiaconato del Cadore (istituzione ecclesiastica plurisecolare) suscitano la protesta e la mobilitazione dei fedeli cadorini.
Il 22 maggio 2021 indice un'assemblea sinodale per «ricomporre il percorso finora compiuto e aprire una fase di attuazione e ulteriore consolidamento della collaborazione tra le comunità parrocchiali». Nel novembre 2022 presenta la mappa delle collaborazioni parrocchiali.
Il 29 marzo 2025, al termine dei lavori di adeguamento liturgico della cattedrale di Belluno, dedica il nuovo altare e benedice la nuova cattedra e il nuovo ambone.

## Stemma e motto

### Blasonatura
D'oro calzato ritondato di rosso, al libro aperto rilegato dello stesso; nel 1º a un monte all'italiana di sei cime d'argento, movente dalla punta e nel 3º alla brocca dell'ultimo posta in sbarra, versante tre gocce d'azzurro.
Scudo gotico con galero e croce astile da vescovo.

### Interpretazione
Le linee curve di tripartizione dello scudo richiamano san Martino, patrono di Belluno, che, secondo la tradizione, tagliò in due il suo mantello per condividerlo con un mendicante. Il colore rosso richiama invece il sangue versato dai santi martiri Vittore e Corona, patroni di Feltre. Il Vangelo in capo rappresenta l'annuncio pasquale mentre le montagne sono un riferimento al Monte Grappa (alle cui pendici si trova Crespano del Grappa, paese d'origine del vescovo), alle Alpi Feltrine e alle Dolomiti Bellunesi. Le gocce d'acqua che escono dalla brocca di san Prosdocimo, patrono di Padova, oltre ad essere simbolo del battesimo, richiamano il fiume Piave che attraversa la diocesi.

### Motto episcopale
Il motto episcopale scelto Va' dai miei fratelli è tratto dal Vangelo secondo Giovanni (20,17).

## Genealogia episcopale
La genealogia episcopale è:
- Cardinale Scipione Rebiba
- Cardinale Giulio Antonio Santori
- Cardinale Girolamo Bernerio, O.P.
- Arcivescovo Galeazzo Sanvitale
- Cardinale Ludovico Ludovisi
- Cardinale Luigi Caetani
- Cardinale Ulderico Carpegna
- Cardinale Paluzzo Paluzzi Altieri degli Albertoni
- Papa Benedetto XIII
- Papa Benedetto XIV
- Papa Clemente XIII
- Cardinale Enrico Benedetto Stuart
- Papa Leone XII
- Cardinale Chiarissimo Falconieri Mellini
- Cardinale Camillo Di Pietro
- Cardinale Mieczysław Halka Ledóchowski
- Cardinale Jan Maurycy Paweł Puzyna de Kosielsko
- Arcivescovo Józef Bilczewski
- Arcivescovo Bolesław Twardowski
- Arcivescovo Eugeniusz Baziak
- Papa Giovanni Paolo II
- Cardinale Carlo Maria Martini, S.I.
- Cardinale Dionigi Tettamanzi
- Vescovo Roberto Busti
- Vescovo Claudio Cipolla
- Vescovo Renato Marangoni

## Pubblicazioni
- La Chiesa mistero di comunione. Il contributo di Paolo VI nell'elaborazione dell'ecclesiologia di comunione. 1963-1978, Roma, Pontificia Università Gregoriana, 2001, ISBN 88-7652-886-5.